# Erich Bloch
Erich Bloch (9 de janeiro de 1925 – 25 de novembro de 2016) foi um engenheiro eletrônico estadunidense nascido na Alemanha.
Foi diretor da Fundação Nacional da Ciência, de 1984 a 1990.
Bloch estudou engenharia elétrica no Instituto Federal de Tecnologia de Zurique e recebeu o bacharelato em ciências na Universidade de Buffalo. Entrou na IBM em 1952, onde foi engenheiro chefe do sistema de supercomputadores STRETCH e diretor em diversas áreas de pesquisa durante sua carreira.
Foi eleito em 1984 membro estrangeiro da Academia Real de Ciências da Engenharia da Suécia. 
Foi laureado com o Prêmio Vannevar Bush em 2002.